# Новотомыский повет
Новотомыский повет (пол. Powiat nowotomyski) — повет (район) в Польше, входит как административная единица в Великопольское воеводство. Центр повета — город Новы-Томысль. Занимает площадь 1011,67 км². Население — 74 725 человек (на 31 декабря 2015 года).

## Административное деление
- города: Львувек, Новы-Томысль, Опаленица, Збоншинь
- городско-сельские гмины: Гмина Львувек, Гмина Новы-Томысль, Гмина Опаленица, Гмина Збоншинь
- сельские гмины: Гмина Куслин, Гмина Медзихово

## История

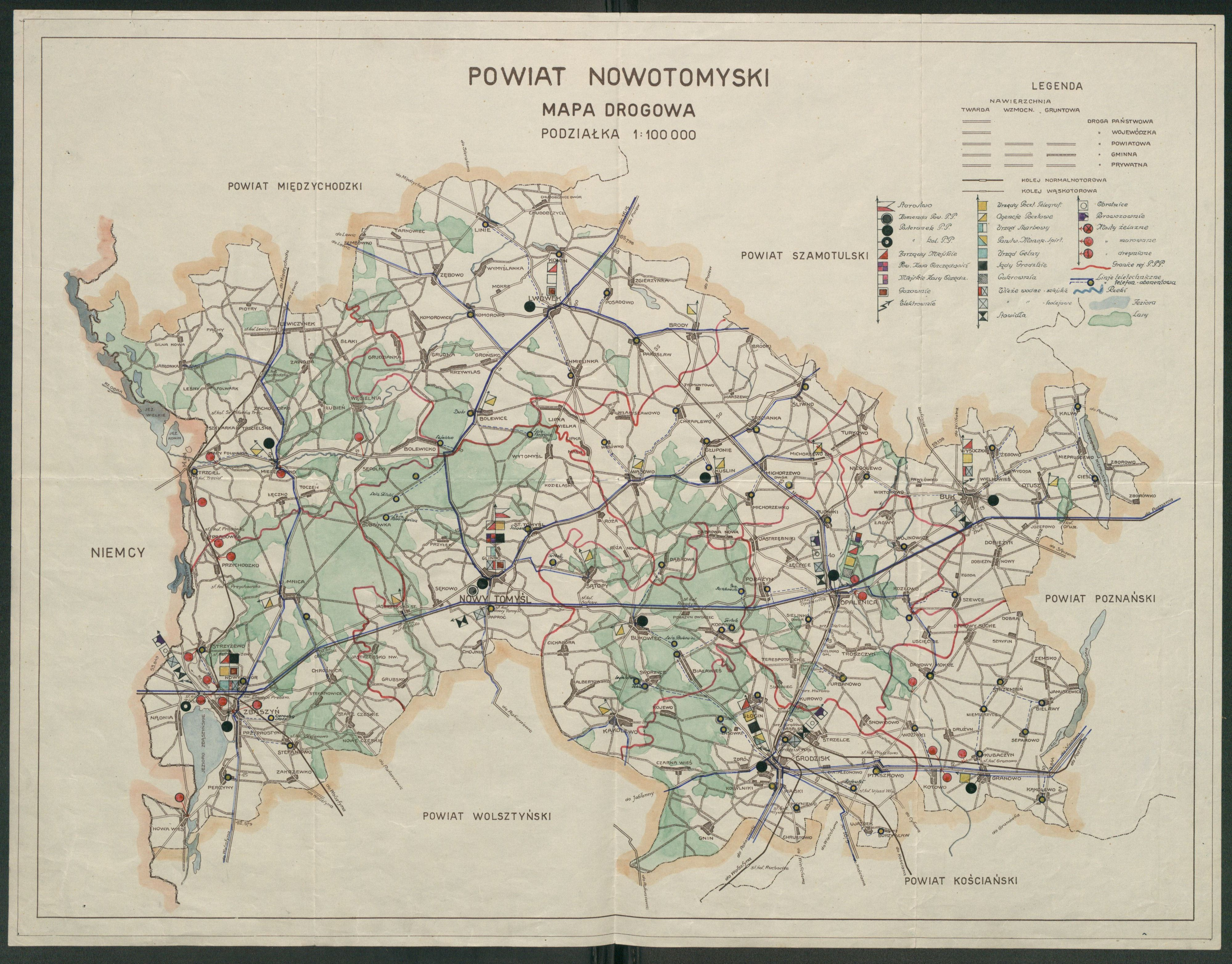
Дорожная карта повета (видимые соседние поветы) 1938 г. — источник: Государственный Архив в Познани

## Демография
Население повета дано на 31 декабря 2015 года.
| Перепись            | Всего | Мужчины | Женщины |
| ------------------- | ----- | ------- | ------- |
| Всего               | 74725 | 36675   | 38050   |
| Городское население | 34739 | 16712   | 18027   |
| Сельское население  | 39986 | 19963   | 17023   |